# Alexander McCulloch
Alexander McCulloch (25. oktober 1887 i Melbourne – 5. september 1951) var en britisk roer som deltog i de olympiske lege 1908 i London.
McCulloch vandt en sølvmedalje i roning under OL 1908 i London. Han kom på en andenplads i singelsculler efter sin landsmand Harry Blackstaffe. 